# 조지 뮐러

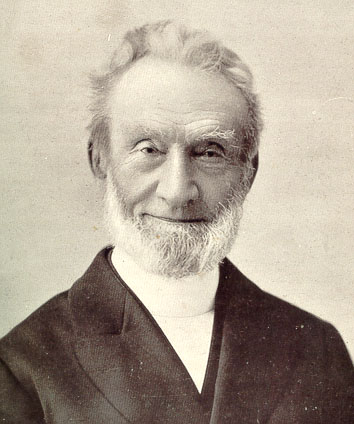

조지 뮐러(George Müller, Johann Georg Ferdinand Müller 1805년 9월 27일 ~ 1898년 3월 10일)는 기독교 복음주의자였으며 영국 브리스톨(Bristol)의 애쉴리 도운(Ashley Down) 고아원의 원장이었다. 그는 플리머스 형제운동의 설립자 중 한 명이었다. 형제교회는 그 후에 나뉘어졌으며 그가 속한 그룹은 개방적인 형제교회(Open Brethren)로 불렸다.
그는 일생 동안 10,024명의 고아들을 돌보았다. 그리고 영국 사회의 자연적 신분제 속에서 가난한 자들을 양성한다는 비난을 감안하여 고아들에게 교육의 기회를 제공했다. 그는 117개의 학교를 설립하여 120,000명 이상에게 기독교 교육을 제공했다.

## 초기사역
1829년, 뮐러는 영국에 있는 유대인들에게 런던유대인전도협회(the London Society for Promoting Christianity Amongst the Jews)를 통해 함께 일할 것을 제안했다. 그는 그 해 3월 19일 런던에 도착했지만, 5월 중순에 병에 걸려서 죽음의 위기를 넘겼다. 그는 회복을 위해 테인머스(Teighnmouth)로 보내졌고, 그곳에서 그는 평생 친구가 된 헨리 크레이크(Henry Craik)를 만났다. 뮐러는 9월에 런던으로 돌아갔지만, 10일 후에 다시 몸이 나빠졌다. 그는 공부 때문에 집에만 머문 것을 자신의 건강상태가 나빠진 이유로 생각했다. 그는 복음전도를 위해 협회에 그를 보내달라고 요청했지만 회신을 받지 못했다. 11월 말쯤 되어서 그는 그 협회가 자신에게 적절한 곳인지에 대해 의심하기 시작했고, 12월 12일에 떠나기로 결정했지만 한 달을 기다린 후에 편지를 쓰기로 했다. 뮐러는 잠시 휴가를 즐기기 위해 12월 31일에 영국의 이스트 데번(East Devon)의 엑스머스(Exmouth)로 돌아가 그곳에서 여러 모임에서 설교했다. 그는 1월 초에 협회에 편지를 써서 "주님이 나를 인도하시는 시간과 장소에서 일할 수 있도록 고려해 주었으면 합니다"라고 요청했다. 그러나 협회는 1830년 1월 27일 회의에서 그것을 거부하고, 이를 뮐러에게 서면으로 통보함으로써 그는 런던 협회와의 관계를 끊게 되었다. 그는 엑스머스에서 테인머스로 이사하였고, 몇 차례 크레이크를 대신해서 설교하였다. 교회 성도들 중 일부는 그가 연봉 55파운드에 데본(Devon)주 섈던(Shaldon)에 위치한 에베네제르 채플(Ebenezer Chapel)에서 머물며 사역하도록 요청했다. 1830년 10월 7일, 그는 안토니 노리스 그로브스(Anthony Norris Groves)의 자매 메리 그로브스(Mary Groves)와 결혼했다. 10월 말, 그는 교회 성도들을 자원함이 아닌 의무감으로 내몰 수 있다는 이유로 정기적인 급여 수령을 포기하기로 결심했다. 또한 부자들에게 불공평한 위신을 부여한다는 이유로 교회 좌석 임대제도를 없앴다(기본적으로 야고보서 2:1-9에 기반한다).
뮐러는 1832년 5월 25일 영국 브리스톨(Bristol)로 이사하여 베데스다(Bethesda) 채플에서 일하게 되었다. 그는 헨리 크라이크와 함께 마지막까지 그곳에서 설교를 이어갔으며 다른 사역에도 헌신했다. 1834년 그는 기독교 학교들과 선교사들을 돕고, 성경과 기독교 소책자를 배포하고, 성경적 기반의 데이스쿨, 주일학교 성인학교를 제공하기 위해 국내외성경지식기구(Scriptural Knowledge Institution for Home and Abroad)을 설립했다. 1835년 2월 말까지 5개의 데이스쿨이 있었는데, 이 중 2개는 남학교이고 3개는 여학교였다. 이 기구는 정부의 지원을 받지 않고 자발적인 후원만을 받았으며, 뮐러의 사망 때까지 약 1,381,171 파운드 (현재 환산하면 약 113억 파운드)을 후원받고 분배하여 고아원을 지원하고 약 285,407권의 성경, 1,459,506권의 신약성경 및 20개의 다른 언어로 번역된 244,351권의 기타 신앙서적을 배포했다. 이 기금은 또한 허드슨 테일러와 같은 세계의 다른 "믿음의 선교사들"을 지원하는 데 사용되었다. 이 일은 오늘날에도 계속되고 있다.

## 신학

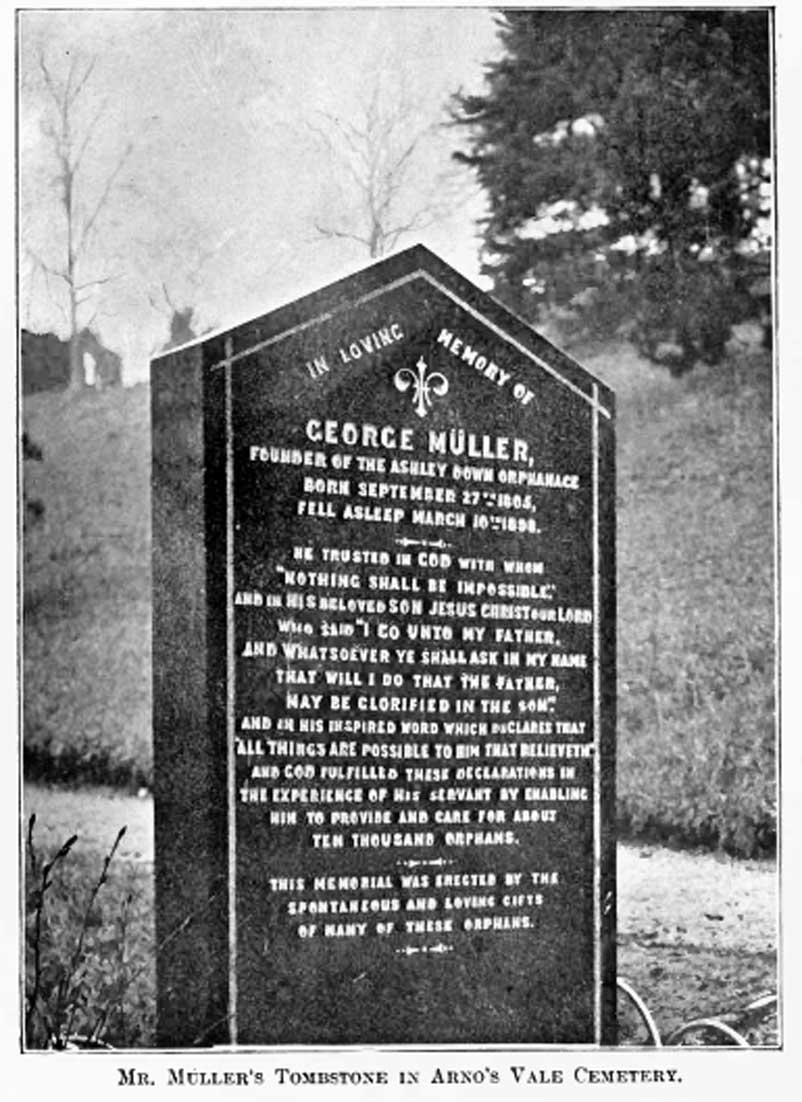
조지 뮐러의 묘비

조지 뮐러의 사역을 이끌었던 신학은 널리 알려져 있지 않지만, 20대 중반에 갖게 된 "오직 성경만을 자기의 판단기준으로 삼는다"는 경험으로 신학을 형성하게 되었다.
그는 자서전에서 다음과 같이 기록했다. 
“[...]영적인 일에 있어서 오직 하나님의 말씀만이 우리의 판단 기준이며, 그것은 오직 성령으로 해석될 수 있으며, 오늘날 뿐만 아니라 이전 시대에도 그분은 그의 백성들의 교사이십니다. 성령의 사역에 대해 그 때까지 실제적으로 이해하지 못했습니다. 사실, 삼위일체(Trinity)되신 세 위격 하나님의 각각의 영광스러운 역할에 대해서는 내가 실제적으로 이해할 수 없었습니다.”
나는 성경에서 성부께서 창세 전에 우리를 택하셨다는 것을 보지 못했고, 그 분 안에서 우리를 구속하시려는 놀라운 계획도 보지 못했습니다. 그리고 그분께서 이것을 이루기 위한 모든 방법도 정하셨다는 것을 알지 못했습니다.

또한 뮬러는 1829년 데본의 테인머스(Teignmouth)에서 머무는 동안 선택설(election), 제한적 속죄론(particular redemption) 및 견인의 은혜(final persevering grace)의 교리를 믿게 된 경험에 대해서도 썼다. 조지 뮬러는 플리머스 형제회(Plymouth Brethren) 운동의 창립 멤버 중 한명이었다. 1840년대에 교리적 차이가 생겨나자, 뮐러는 “성령의 절대적인 기준”으로 진리를 분별해야 한다고 보았다. 그 당시에 뮐러와 크레이크는 브리스톨에서 베데스다와 기드온 교회에서 사역하고 있었다. 기드온 교회의 회원자격은 모든 신자들에게 열려 있었지만, 베데스다 교회에서는 침례받은 신자들만이 완전한 회원자격을 주장할 수 있었다. 반면에 모든 신자들은 성찬식에 참여할 수 있었다. 기드온 교회에서는 비신자도 성찬에 참여하는 것과, 좌석이 개인 소유라는 견해를 가진 일부 회원들로 인해 불화가 생겨났다. 결국 뮬러와 크레이크는 1840년 4월 19일 이 교회에서 철수하게 되었고, 이후 벳세다 교회에 집중하게 된다.존 넬슨 다비(John Nelson Darby)와 벤자민 윌스 뉴튼(Benjamin Wills Newton)은 어떤 교리 문제에서 대립하게 되었고, 1845년 12월 5일 플리머스에서 토론이 진행되었다. "개방적 형제교회의 원리('The Principles of Open Brethren)"라는 문서에는 "뉴튼이 발간한 몇 권의 소책자가 주님 예수 그리스도의 본성에 대한 오류를 포함한다는 판단이 내려졌고, “잘못된 교리를 지지하는 사람들만을 교제에서 배제하는 것으로 충분한가?”, 아니면 “잘못된 교리를 수용하지 않았더라도 그것을 허용하는 모임에 참여하는 모든 이들을 출교해야 하는가?” 하는 문제가 제기되었다. 다비를 중심으로 한 이들은 후자의 견해를 채택했다. 그러나 뮐러와 크라이크가 사역하던 벳세다 교회 등 다른 일부 교회들은 잘못된 교리를 지지하는 사람들만을 배제하고, 뉴튼의 모임에서 온 사람들은 배제하지 않았다.
그 결과, 폐쇄적인 입장을 취한 이들은 베데스다 교회나 이와 유사한 다른 교회의 회원들과의 교제를 거부하기 시작했다. 이들은 곧 "개방적인 형제교회"라는 이름을 받게 되었다. 반면, 형제교회에서 보다 폐쇄적인 입장을 취한 교회들은 다비가 리더였던 "폐쇄적인 형제교회"라 한다. 다비는 분열의 문제에 대해 의논하기 위해 1849년 7월에 뮐러를 방문했지만 뮐러는 여러 선약이 있었고 10분 정도만 다비를 영접할 수 있었다. 그렇게 짧은 시간에 의논한다는 것은 불가능한 것이었으며, 두 사람은 그 후로 다시 만나지 않았다.형제운동의 문학들 덕분에 세대주의적 전천년설이 인기를 얻었지만 뮐러의 교회는 그러한 가르침에 대해 조심스러웠다. 조지 뮐러는 벤자민 윌스 뉴턴(Benjamin Wills Newton)이나 사무엘 트레겔레스(Samuel Prideaux Tregelles)처럼 환난후 휴거설(Post Tribulation Rapture)을 지지했다.
그는 "주 예수님은 배교가 일어나고 적그리스도(the man of sin)가 나타날 때까지는 오시지 않을 것을 성경이 명백히 선언한다.”고 말했다.
뮐러는 재물의 관리와 세속적인 부에 의존하지 않는 것에 대해 자주 글을 썼으며, 이러한 원칙을 지키는 사람에게 하나님이 복을 주신다고 믿었다. 그는 자신의 경험을 솔직히 밝힘으로써 이러한 주장의 진실성을 입증하고자 했다. 그의 개인 소득은 자발적인 후원에서 나왔으며(그는 어떤 종류의 봉급도 거부했다), 1831년의 151 파운드에서 1870년에는 2,000 파운드 이상으로 증가했다. 그러나 그는 자기 자신과 가족을 위해 연간 300 파운드 정도만 남겨두고 나머지는 기부했다.윌리엄 헨리 하딩(William Henry Harding)은 "세상은 이제껏 뮐러가 행한 위대한 원칙을 정말로 깨닫지 못하고 있으며, 그를 그저 아이들을 사랑하는 착한 노인으로 생각하고 가난한 사람들의 수호자로 형상화하여 지난 수년 동안 신문 헤드라인과 같은 언어로 '자선가 예언자'로 불러왔다. 그러나 이렇게 묘사하는 것은 그의 기억을 훼손하는 것이며, 그의 생명의 고귀한 영적 목표와 경이로운 영적 교훈을 간과하는 것이다. 육신적인 마음은 영적인 진리를 이해할 수 없기 때문에, 세상은 고아원을 단순한 인도주의적 관심으로만 바라보며, 하나님의 신실하심에 대한 비범한 증거를 의식하지 못한다."고 했다.

## 같이 보기
- 아서 태펀 피어슨

뮬러는 성경을 200번 통독한 것으로 유명하다. 그 중 100번은 무릎을 꿇고 보았다고 한다. 그는 말년에 고아원 운영을 제임스 라이트에게 맡기고, 영국을 비롯한 유럽 전역과 북미, 호주, 아시아 각국을 여행하면서 자신이 체험한 하나님의 살아 계심을 증거했다. 그의 메시지는 단순하면서도 힘이 있었다.
https://www.christiantoday.co.kr/news/285386